# Oderwiesen am Eichwald
Oderwiesen am Eichwald este o arie protejată (arie specială de conservare — SAC, sit de importanță comunitară — SCI) din Germania întinsă pe o suprafață de 51,94 ha, integral pe uscat.

## Localizare
Centrul sitului Oderwiesen am Eichwald este situat la coordonatele 52°18′42″N 14°33′50″E / 52.3117°N 14.5639°E.

## Înființare
Situl Oderwiesen am Eichwald a fost declarat sit de importanță comunitară în septembrie 2000.

## Biodiversitate
Situată în ecoregiunea continentală, aria protejată conține 3 habitate naturale: Lacuri eutrofice naturale cu vegetație de tip Magnopotamion sau Hydrocharition, Liziere de ierburi înalte hidrofile de câmpie și de nivel montan până la alpin, Păduri aluvionare cu Alnus glutinosa și Fraxinus excelsior (Alno-Padion, Alnion incanae, Salicion albae).
La baza desemnării sitului se află mai multe specii protejate:
- plante (1): Apium repens
- păsări (1): pescăruș albastru (Alcedo atthis)
- mamifere (1): castor (Castor fiber)
- nevertebrate (1): Osmoderma eremita

Pe lângă speciile protejate, pe teritoriul sitului au mai fost identificate 4 specii de plante, 1 specie de mamifere.